# دير ناقورتايا
دير ناقورتايا (بالسريانية: ܕܝܪܐ ܢܩܘܪܬܝܐ)‏ أي «الدير المنقور» ويعرف كذلك ب-مقورتايا و-دير السريان و-دير مار يوحنا الديلمي، هو دير سرياني أرثوذكسي يبعد مسافة حوالي 3 كم عن بلدة بخديدا بمحافظة نينوى بالعراق.

## تاريخ الدير
ينسب الدير تقليديا إلى مار يوحنا الديلمي الذي قدم إلى بخديدا خلال القرن السابع وعمل على تحويل سكانها من النسطورية إلى اليعقوبية. ويعود أقدم ذكر للدير في المخطوطات السريانية إلى نهاية القرن التاسع.
وتذكر مخطوطة أخرى تجديد الدير سنة 1115. كما ذكر المفريان ابن العبري تعرض الدير لهجوم سنة 1261 من قبل الأكراد حيث تم حرقه وقتل رهبانه. فتم تجديده للمرة الثانية سنة 1563. ابتداء من القرن الثامن عشر بدأ أهالي البلدة يتحولون إلى الكاثوليكية بتشجيع من الرهبان الدومنيكان، فتم تقاسم الكنائس والأديرة في البلدة فكان الدير من نصيب الكنيسة الأرثوذكسية، غير أن نقص اعدادهم المضطرد أدى إلى إهمال الدير لفترة طويلة حتى هجره رهبانه.
تمت إعادة بناء الدير الذي كاد أن يتداعى سنة 1998. واقترن منذ ذلك الحين بمقبرة البلدة التي انشأت بالقرب من الدير.

## الأحتفال بذكرى الدير
يحتفل أهالي بخديدا وبرطلة وكرمليس وبعشيقة والموصل بذكرى الدير بيوم 15 آذار من كل عام. حيث يقوم الآلاف منهم بزيارة الدير للتبرك به.